# 亮刺足蛛
亮刺足蛛（学名：Phrurolithus claripes）为光灰蛛科刺足蛛属的动物。分布于日本、台湾岛以及中国大陆的浙江、安徽等地，常栖息于灌木丛下、草本植物中。该物种的模式产地在日本。